# Фрут-Гайтс (Юта)
Фрут-Гайтс (англ. Fruit Heights) — місто (англ. city) в США, в окрузі Девіс штату Юта. Населення — 6101 особа (2020).

## Географія
Фрут-Гайтс розташований за координатами 41°1′41″ пн. ш. 111°54′25″ зх. д. / 41.02806° пн. ш. 111.90694° зх. д. (41.028108, -111.906825).  За даними Бюро перепису населення США в 2010 році місто мало площу 5,91 км², з яких 5,89 км² — суходіл та 0,02 км² — водойми.

## Демографія
Згідно з переписом 2010 року, у місті мешкало 4987 осіб у 1466 домогосподарствах у складі 1285 родин. Густота населення становила 844 особи/км².  Було 1509 помешкань (255/км²).
Расовий склад населення:
| - 95,8 % — білих - 1,2 % — азіатів - 0,5 % — чорних або афроамериканців - 0,4 % — вихідців з тихоокеанських островів - 0,1 % — корінних американців |

До двох чи більше рас належало 1,1 %. Частка іспаномовних становила 3,1 % від усіх жителів.
За віковим діапазоном населення розподілялося таким чином: 31,9 % — особи молодші 18 років, 56,6 % — особи у віці 18—64 років, 11,5 % — особи у віці 65 років та старші. Медіана віку мешканця становила 35,4 року. На 100 осіб жіночої статі у місті припадало 105,5 чоловіків;  на 100 жінок у віці від 18 років та старших — 101,2 чоловіків також старших 18 років.
Середній дохід на одне домашнє господарство  становив 125 357 доларів США (медіана — 103 849), а середній дохід на одну сім'ю — 138 332 долари (медіана — 116 150). Медіана доходів становила 85 865 доларів для чоловіків та 47 750 доларів для жінок. За межею бідності перебувало 10,2 % осіб, у тому числі 18,2 % дітей у віці до 18 років та 3,3 % осіб у віці 65 років та старших.
Цивільне працевлаштоване населення становило 2480 осіб. Основні галузі зайнятості: освіта, охорона здоров'я та соціальна допомога — 18,8 %, науковці, спеціалісти, менеджери — 16,5 %, роздрібна торгівля — 15,4 %.